# Pai Mārire
Pai Mārire (von Neuseeländern europäischer Abstammung auch Hauhau genannt) ist eine synkretistische Religion der Māori, die auf der Nordinsel Neuseelands vor allem zwischen 1863 und 1874 bedeutsam war. Sie wurde in der Region Taranaki von dem Propheten Te Ua Haumene gegründet und setzte sich aus Elementen zusammen, die der Bibel und dem traditionellen Glauben der Māori entlehnt waren. Sie versprach ihren Gläubigen die Befreiung von der Vorherrschaft der Pākehā (Europäer). Damit ergänzte sie die zuvor rein politisch ausgerichtete Unabhängigkeitsbewegung der Māori um religiöse Aspekte. Die bereitwillige Aufnahme der neuen Religion durch einige Māori zeigte auch ihre Ablehnung des Christentums und ihr Misstrauen in die Missionare aufgrund deren Rolle in Landkäufen zum Nachteil der Ureinwohner. Die neue Religion erlangte unter den Māori der Nordinsel breite Unterstützung und hatte enge Verbindungen zum Māori King Movement.
Die Bewegung führte wegen der Übergriffe eines Teils der Anhänger auf isolierte Siedlergemeinden zu großen Sorgen für die europäischen Siedler. Obwohl aus friedlichen Motiven heraus gegründet – der Name bedeutet wörtlich „gut und friedlich“ –, wurde Pai Mārire vor allem für einen extremistischen Teil der Anhänger bei den Europäern unter dem Namen Hauhau bekannt. Es gibt Belege, dass die schlimmsten Gewaltexzesse zwischen 1864 und 1865 von „Unterpropheten“ angeführt wurden, die gegen die Wünsche von Te Ua und die Grundsätze ihrer Religion handelten. Der Aufstieg und die Verbreitung dieser gewaltsamen Ausdrucksformen von Pai Mārire können als Antwort auf Militäroperationen der neuseeländischen Regierung gegen die Māori der Nordinsel gesehen werden, die auf die Ausweitung des Einflusses der Europäer und der Eroberung von Land für die Besiedelung durch Europäer ausgerichtet waren. Der Historiker B.J. Dalton ist der Ansicht, dass nach 1865 alle Māori unter Waffen fast stereotyp als „Hauhau“ bezeichnet wurden.
Die Pai Mārire schufen neue Riten wie Zaubersprüche, eine Art Totempfahl (Niu) und den Glauben an einen übernatürlichen Schutz gegen Kugeln. Die Riten umfassten auch Enthauptungen, das Herausschneiden des Herzens feindlicher Soldaten und rituellen Kannibalismus. Pai Mārire verbreitete sich ab 1864 rasch über die Nordinsel und vereinte die sonst oft verfeindeten Stämme in einem leidenschaftlichen Hass gegen die Pākehā. Sie war auch Inspiration für den starken militärischen Widerstand gegen die Kolonialstreitkräfte, vor allem im Zweiten Taranaki-Krieg (1863–1866).
Gouverneur George Grey begann im April 1865 einen Feldzug zur militärischen Unterdrückung der Bewegung, in dessen Verlauf Dutzende Dörfer in Taranaki und an der Ostküste angegriffen wurden. Mehr als 400 Anhänger wurden gefangen genommen. Die meisten wurden auf den Chatham Islands interniert. Elemente der Religion flossen in die 1868 von Te Kooti, der von den Chathams entkommen konnte, gegründete Religion Ringatu („Erhobene Hand“) ein.
Beim Zensus 2006 nannten 609 Einwohner Neuseelands ihre religiöse Zugehörigkeit als „Hauhau“.

## Prophet Te Ua
Der spätere Prophet der Religion, Te Ua Haumene, wurde in den frühen 1820er Jahren in der Region Taranaki geboren. Er und seine Mutter wurden 1826 von einem feindlichen Stamm gefangen genommen und versklavt. Er lernte Māori zu lesen und zu schreiben und studierte das Neue Testament. Er wurde 1834 von Reverend John Whiteley in der  wesleyanischen Mission in Kawhia auf den Namen „Horopapera Tuwhakararo“ getauft. Dies ist eine Transliteration von John Zerubbabel. Später kehrte er nach Taranaki zurück.
In den 1850ern wurde er ein Unterstützer des Māori King Movement. In den 1860ern kämpfte er im Ersten Taranaki-Krieg gegen die Kolonialtruppen. Er kämpfte auch in der Invasion von Waikato, wo er den Māori-Soldaten auch als Kaplan diente. In den frühen 1860ern war Te Ua Teil eines runanga (lokale Verwaltung), die neben der Lokalverwaltung auch sicherstellen sollte, dass die Grenzen des Landes, das unter dem Mana des Māori-Königs stand, unverletzt blieben.
Damit waren die Eckpunkte von Te Uas religiöser Lehre gesetzt: er glaubte, dass die Māori ein Recht hätten, ihre Grenzen zu verteidigen, er glaubte an die landesweite Erlösung der Māori von den weißen Siedlern und er hatte die Missionare in Verdacht, den Verlust von Land der Māori zu fördern.
Die Erhebung von Te Ua zum Propheten folgte einem Zwischenfall im September 1862. Das britische Dampfschiff Lord Worsley hatte vor der Küste von Taranaki Schiffbruch erlitten. Die örtlichen Māori diskutierten, was mit Ladung und Mannschaft geschehen sollte. Te Ua, der damals im Wereroa Pā nahe Waitotara lebte, forderte, dass die geborgene Ladung nach New Plymouth geschickt werden sollte. Er fand jedoch kein Gehör und die Ladung wurde geplündert. Am 5. September behauptete er, eine Vision gehabt zu haben, in der der Erzengel Gabriel ihm verkündete, dass das Letzte Gericht der Bibel nah sei und Gott ihn als Prophet auserwählt habe. Als solcher solle er die Pākehā hinauswerfen und „Israel“ (die Māori) in ihr Geburtsrecht auf das Land Kanaan (Aotearoa/Neuseeland) wiedereinsetzen.
Es gibt widersprüchliche Versionen, wie Te Ua auf diese Vision reagierte: Nach einer Version soll er sein Kind getötet haben und in einem unter den Stämmen verbreiteten Brief erklärt haben, dass dies zur Erlösung seines Volkes geschehen sei, das „verwirrt, desolat und in Zweifel“ sei. Andere Berichte behaupteten, er habe das Bein des Kindes gebrochen und auf wundersame Weise geheilt. Te Ua kam zunehmend in den Ruf, Wunderkräfte zu haben. Die Ansichten unter den Siedlern waren weniger schmeichelhaft: Bischof William Williams behauptete, Te Ua zeigte starke Zeichen von Geisteskrankheit und der Kolonialsoldat und Historiker T.W. Gudgeon behauptete, er sei bis dahin als „harmloser Irrer“ von schwachem Intellekt, aber friedlicher Einstellung angesehen worden.

## Gründung und Verbreitung der Religion
Te Ua begann seine neue Religion auszuformulieren. Dazu gehörte ein heiliges Buch, Ua Rongo Pai (Das Evangelium nach Ua). Dieses kombinierte Elemente alttestamentlicher Moral, christlicher Doktrin und traditioneller Māori-Religion. Ihr Ziel war es, eine friedliche Gesellschaft zu schaffen, in der Rechtschaffenheit und Gerechtigkeit herrschten. Sie sahen sich als ein zweites auserwähltes Volk und glaubten, dass sie mit der göttlichen Hilfe Jehovas ihr angestammtes Land zurückerhalten würden und die Engländer ins Meer zurückgetrieben würden. Zur Verbreitung der Religion wählte Te Ua drei Männer als Unterpropheten aus: Tahutaki, Hepenaia und Wi Parara.

### Angriff bei Ahuahu
Den weißen Siedlern wurde die Existenz der neuen Religion durch eine Serie von Angriffen im April und Mai 1864 dramatisch bewusst. Am 6. April zog eine Streitmacht unter Führung von Tahutaki und Hepenaia zu dem im dichten Busch gelegenen Dorf Ahuahu südlich von Oakura bei New Plymouth, um einige Pākehā (Weiße) in ihre Hände zu bekommen. Die Gruppe überraschte eine kombinierte Truppe des 57. Regiments und der neu formierten Miliz Taranaki Military Settlers von insgesamt 101 Mann. Diese rasteten ohne ihre Waffen auf einer Expedition, um Anpflanzungen der Māori zu zerstören. Die Māori töteten sieben und verwundeten zwölf Männer. Die Körper der sieben Toten, unter ihnen der Kommandeur Captain P.W.J. Lloyd, wurden ausgezogen und enthauptet. Das Bein eines der Soldaten wurde ebenfalls abgeschnitten.
Der leichte Sieg über eine zahlenmäßig stärkere, britisch geführte Streitmacht gab der Bewegung einen starken Anschub und bestätigte nach Ansicht vieler Māori die Ansicht, unter dem Schutz des Erzengels Gabriel zu stehen. Als dessen Prophet wurde Te Ua nun angesehen. Die Zahl der Anhänger stieg stark an und die Riten des Pai Mārire wurden weiterentwickelt. Einige davon verwendeten die abgeschnittenen Köpfe von Soldaten, durch die Te Ua angeblich mit Jehovah kommunizieren konnte.

### Angriff auf den Sentry Hill
Drei Wochen später, am 30. April 1864, demonstrierten 200 Krieger ihren Glauben an den göttlichen Schutz beim Angriff auf die Befestigungsanlage auf dem Sentry Hill, 9 Kilometer nordwestlich von New Plymouth. Die Befestigung wurde von 75 britischen Soldaten mit zwei Coehorn-Mörsern verteidigt. Die Māori vom Iwi Atiawa sahen den Bau des Außenpostens auf ihrem Land als Provokation an und bildeten mit Māori von der Westküste eine Streitmacht.
Unter Führung von Hepanaia nahmen die Krieger an Riten um einen niu beim Manutahi pā teil. Alle wichtigen Häuptlinge waren anwesend: Wiremu Kingi, Kingi Parengarenga, Te Whiti und Tohu Kakahi. Die beiden letztgenannten wurden später Propheten in Parihaka. Die mit Musketen, Schrotgewehren und traditionellen Waffen der Māori bewaffnete Truppe marschierte zum Sentry Hill und begann um 8 Uhr morgens den Angriff auf die Anhöhe mit der Befestigungsanlage.
Als sie aus kurzer Distanz unter massiven Beschuss gerieten, „schützen“ sie sich nur durch Hochhalten der rechten Hand und Sprechen der magischen Formel. 34 Māori, ein Fünftel der Angreifer, und ein Brite kamen ums Leben.
Unter den Toten waren die Häuptlinge Hepanaia, Kingi Parengarenga (Taranaki), Tupara Keina (Ngatiawa), Tamati Hone (Ngati Ruanui) und Hare Te Kokai (der den Frontalangriff befürwortet hatte). Das Gemetzel schwächte zeitweilig das Vertrauen in Pai Marire. Te Ua hatte jedoch eine zufriedenstellende Erklärung: Die Schuld läge bei den Gefallenen selbst, da sie keinen absoluten Glauben in die Beschwörungssprüche gezeigt hätten.

### Schlacht von Moutoa
Zwei Wochen später, am 14. Mai 1864, zog eine Truppe von Pai Mārire vom Oberlauf des Whanganui River auf die Siedlung Wanganui zu, um diese zu überfallen. Sie überfielen den Briten loyale Māori vom Unterlauf des Whanganui River und töteten 50 davon, darunter den Prophet Matene Rangitauira.
Die Siedler errichten darauf Neuseelands erstes Kriegsdenkmal am Ort der heutigen Moutoa Gardens. Die Inschrift auf dem Denkmal lautete „To the memory of those brave men who fell at Moutoa 14 May 1864 in defence of law and order against fanaticism and barbarism“ – „Zum Gedenken an die mutigen Männer, die am 14. Mai 1864 in Verteidigung von Recht und Ordnung gegen Fanatismus und Barbarei fielen“.

### Morde an der East Coast
Die Rückschläge am Sentry Hill und auf Moutoa Island verstärkten den Glauben der Māori in Te Ua's Bewegung, da man überzeugt war, die Niederlagen seien dem Ungehorsam der Propheten Hepanaia und Matene gegen ihren Führer zuzuschreiben. Weitere Iwi schlossen sich Te Ua an. Anfang 1865 wurden zwei Gesandtschaften, die im Rauch getrocknete menschliche Köpfe mit sich führten, von Taranaki über Wanganui und Taupō zu Häuptling Hirini Te Kani an die Poverty Bay geschickt. Eine der Gruppen zog über Rotorua, Whakatāne, Opotiki und das East Cape, die andere zog durch das Zentrum der Nordinsel über Ruatahuna und dem Wairoa District.
Die Emissäre waren angewiesen, friedlich vorzugehen und die Unterstützung der Stämme dadurch zu erringen, dass sie ihre spirituellen Kräfte den führenden Konvertiten jedes Stammes übertragen. Diese sollten die Aufgabe eines Priesters des Pai Mārire übernehmen. Am 23. Februar stieß die Gruppe jedoch bei Pipiriki nahe Wanganui mit Māori zusammen, die der neuseeländischen Regierung loyal waren, und beschloss daraufhin, jeden Missionar zu töten, dem sie begegneten.
Unter den europäischen Siedlern wuchs die Besorgnis über den wachsenden Einfluss von Pai Mārire. In einem Brief an den Minister of Native Affairs warnte der Resident Magistrate für das Zentrale Wanganui, dass der Hauhau-Fanatismus sich rasch in der Provinz verbreite und er befürchte, dass „dies großes Übel verursachen werde. Die Provinz sei nun das Zentrum des Māori King Movement.“
Für einen der Missionare auf der Nordinsel kam die Warnung zu spät. Bei Taupō plünderten Anhänger werbende Pai Mārire das Haus von Reverend Thomas Samuel Grace. Am 2. März hängten und enthaupteten sie in Opotiki den aus Deutschland stammenden Reverend Carl Sylvius Völkner. Sein Kopf wurde zur Kirche des Ortes gebracht, wo im Rahmen eines „Gottesdienstes“ seine Augen von Prophet Kereopa Te Rau herausgerissen und gegessen wurden. Der so genannte Völkner Incident wird teils als Rache für Völkners Ausspähung der örtlichen Māori im Auftrag der Regierung zugeschrieben. Er könnte aber auch auf Kereopas Wunsch zurückgehen, die ortsansässigen Māori vom Iwi Te Whakatōhea der Rache der Regierung auszusetzen. Dieser Stamm hatte sich zuvor eine Schlacht mit Kereopas eigenem Iwi Te Arawa geliefert.
Thomas Samuel Grace, der von Taupō nach Opotiki geflohen war, wurde gefangen genommen und von den Pai Mārire vor Gericht gestellt. Zwei Wochen später wurde er von der Mannschaft des britischen Kriegsschiffes HMS Eclipse befreit. Lokale Pai-Mārire-Führer hatten vergeblich versucht, ihn gegen den im Gefängnis sitzenden Häuptling Hori Tupaea auszutauschen.
Am 22. Juli führte der aus Taranaki stammende Prophet Horomona bei Whakatāne den Mord an dem Kapitän und zwei der drei Besatzungsmitglieder des Schoners Kate an.

## Niederschlagung durch die Regierung
Am 29. April 1865 veröffentlichte Gouverneur Grey eine Proklamation, die die „abscheulichen Akte, die abstoßend für die gesamte Menschheit sind“, der Pai-Mārire-Anhänger verdammte und warnte, dass die Regierung falls nötig mit Waffengewalt und jedem anderen in seiner Macht stehenden Mittel Widerstand leisten und die „fanatischen Doktrinen, Riten und Praktiken“ unterdrücken werde.
Horomona und Kirimangu wurden für ihre am 22. Juli auf dem Schoner Kate begangenen Morde gehängt und eine Koalition aus Regierungstruppen und loyalen Maori schifften sich unter dem Superintendenten der Provinz Hawke’s Bay Donald McLean zu einer Expedition ein, um die Religion an der Ostküste zu vernichten. Von Juni bis Oktober 1865 herrschte an der Ostküste eine Art Bürgerkrieg. Dieser hatte seinen Höhepunkt im November in der Schlacht von Waerenga-a-Hika an der heute genannten Tūranganui-a-Kiwa / Poverty Bay. Hunderte Anhänger wurden gefangen genommen. In Taranaki gab es eine gesonderte Militäroperation, die als „Zweiter Taranaki-Krieg“ bekannt ist. Diese Operation wurde von dem britischen General Duncan Cameron geleitet, dieser überfiel Dutzende von Dörfern und nahm weitere hunderte Anhänger gefangen.
Im Februar 1866 wurde Te Ua von Camerons Nachfolger, Generalmajor Trevor Chute, nahe Ōpunake in Taranaki gefangen genommen. Chute behauptete, dass Te Ua augenblicklich von allen Leuten in seinem Dorf verlassen worden sei; diese hätten einen Eid auf die Krone geschworen und seien dann freigelassen worden. Er berichtete auch, dass die Kūpapa (loyale Māori) seine sofortige Exekution verlangt hätten. Te Ua wurde nach Wanganui gebracht. Auf dem Weg schrieb er seinen Anhängern auf der Nordinsel: „Lasst das Übel zu einem Ende kommen … so daß der General seine Operationen gegen Euch einstellen möge.“
Te Ua und Patara wurden in Auckland freigelassen und auch die meisten anderen Führer wurden verschont. Grey deportierte 400 Anhänger von der Ostküste einschließlich Te Kooti auf die Chatham Islands. Elemente von Pai Mārire wurden später in die Ringatu-Religion einbezogen, die Te Kooti nach seiner Flucht von den Chathams gründete.
Te Ua starb im Oktober 1866 in Oeo in Taranaki.

## Riten und Glauben
Te Uas Anhänger identifizierten sich selbst mit den Juden, nannten ihre Priester Teu (von englisch Jews) und befolgten den jüdischen Sabbath. Sie glaubten, ein zweites auserwähltes Volk zu sein und dass sie mit Gottes Hilfe aus der Wildnis in die Freiheit in ihrem angestammten Land zurückkehren würden. Te Ua lehrte, dass der Schöpfer, Jehovah, für sie kämpfen und die Engländer ins Meer zurücktreiben würde.
Wenn der letzte Feind verschwunden sei, würden alle Māori, die seit dem Beginn der Welt gelebt hatten, auferstehen und vor Zerubbabel stehen. Dieser würde sie von allen Krankheiten und Gebrechen heilen. Der Himmel würde Männer senden, die die Māori all die Künste und Wissenschaften der Europäer lehren. Der Tag der Auferstehung wurde zuerst für den Dezember 1864 vorhergesagt. Te Ua verlangte, dass Männer und Frauen die Monogamie aufgeben und in einer Gemeinschaft zusammenleben sollten, um so viele Kinder wie möglich hervorzubringen.

### Niu
Die Gottesdienste wurden an einem niu, einem oft etwa 18 m hohen Pfahl, abgehalten. Dieser hatte Rahen wie bei einem Segelschiff, von denen Seile herabhängen. Der erste dieser niu war der Mast des Schiffes Lord Worsley. Gemeindemitglieder umrundeten den niu mehrmals am Tag, sangen und berührten einen am Pfahl angebrachten menschlichen Kopf, während die Priester Gebetsgottesdienst hielten. Der Historiker Babbage schrieb, dass die Gottesdienstteilnehmer sich in einen Zustand nahe dem Wahnsinn steigerten, bis die Katalepsie sie regelmäßig dahinstreckte.
Die Gesänge der Anhänger, während sie den niu umringten, wurden als Mischmasch aus christlichen und Māori-Konzepten, Soldaten- und Matrosensprache, englischer Sprache und Māori beschrieben, das von dem bellenden „Passwort“ des Ritus unterbrochen wurde. Die „Engel des Windes“ („Anahera hau“) sollten bei den Gottesdiensten anwesend sein und an den von den Rahen hängenden Seilen auf und ab steigen. Ende 1865 stand ein niu in nahezu jedem größeren Dorf von Taranaki bis zur Bay of Plenty und vom Norden des Distrikts Wellington bis zur Grenze in Waikato.

### Die Gesänge
Der Historiker James Cowan beschreibt viele der Gesänge einfach als bedeutungslose Aneinanderreihung englischer Worte, die in das weichere Māori verrundet wurden. Andere waren entweder Transliterationen oder Falschaussprachen von Teilen der Gottesdienste der Church of England mit Einfügungen von Latein aus dem römisch-katholischen Ritus. Einige Phrasen waren militärische Befehle, die man in Militärlagern aufgeschnappt hatte. Einige andere waren nautischen Ursprungs. So beherrschte Te Ua die Richtungen der Kompassrose wie jeder europäische Matrose.
Der Gesang begann:
Kira, wana, tu, tiri, wha—Teihana!
Rewa, piki rewa, rongo rewa, tone, piki tone—Teihana!
Rori, piki rori, rongo rori, puihi, piki puihi—Teihana!
Rongo puihi, rongo tone, hira, piki hira, rongo hira—Teihana!
Mauteni, piki mauteni, rongo mauteni, piki niu, rongo niu—Teihana!
Nota, no te pihi, no te hihi, noriti mino, noriti, koroni—Teihana!
Hai, kamu, te ti, oro te mene, rauna te niu—Teihana!
Hema, rura wini, tu mate wini, kamu te ti—Teihana!
Übersetzung ins Englische, diese lässt die sprachliche Herkunft erahnen:
Kill, one, two, three, four—Attention!
River, big river, long river, stone, big stone—Attention!
Road, big road, long road, bush, big bush—Attention!
Long bush, long stone, hill, big hill, long hill—Attention!
Mountain, big mountain, long mountain, big staff, long staff—Attention!
North, north-by-east, nor'-nor'-east, nor'-east-by-north, north-east, colony—Attention!
Come to tea, all the men, round the niu—Attention!
Shem, rule the wind, too much wind, come to tea—Attention!
Übertragung ins Deutsche:
Töte, eins, zwei, drei, vier – Achtung!
Fluss, großer Fluss, langer Fluss, Stein, großer Stein – Achtung!
Straße, große Straße, lange Straße, Busch, großer Busch – Achtung!
Langer Busch, langer Stein, Hügel, großer Hügel, langer Hügel – Achtung!
Berg, großer Berg, langer Berg, großer Stab, langer Stab – Achtung!
Nord, Nordost, Nordnordost, Nordost bei Nord, Nordost – Achtung!
Kommt zum Tee, alle Männer, um den niu – Achtung!
Sem, bezwinge den Wind, zu viel Wind, kommt zum Tee – Achtung!

### Göttlicher Schutz in der Schlacht
Te Ua lehrte, dass der Kampf im Dienste Gottes und die strikte Befolgung seiner eigenen Instruktionen seine Anhänger kugelfest machen würde, wenn sie die rechte Hand heben und rufen: „Hapa! Hapa! Pai Mārire, hau! Hau! Hau!“ „Hapa“ meint überwinden, abwehren. Das „Hau!“ wurde von einem einzelnen Krieger in einer Weise gerufen, dass es an das Bellen eines Hundes erinnerte. Das „Hau!“ bedeutet wörtlich „Wind“, bezieht sich hier aber auf das Prinzip des Lebens oder den Lebendfunken des Menschen.
Ein ähnlicher Glaube an göttlichen Schutz vor Kugeln ist von islamischen Gruppen in Afrika und Asien und der Geistertanz-Bewegung in Amerika bekannt.